# Walter Houser Brattain
Walter Houser Brattain (Xiamen, 10 de fevereiro de 1902 — Seattle, 13 de outubro de 1987) foi um físico estadunidense. Foi agraciado com o Nobel de Física em 1956, por pesquisas de semicondutores e a invenção do transístor.

## Vida
O primeiro transistor do mundo, construído em 16 de dezembro de 1947 por Walter Brattain, originalmente exibido no Bell Laboratories.
Walter Brattain nasceu, filho de Ross R. Brattain e Ottilie Houser, em Amoy (agora Xiamen), China. Ele cresceu no estado de Washington e recebeu seu BS do Whitman College em 1924 e um MA da University of Oregon em 1926. Em 1928/29, ele foi físico no National Bureau of Standards. Depois de receber seu doutorado em 1929 na Universidade de Minnesota, mudou-se para a Bell Laboratories, onde se aposentou em 1967.
Durante a Segunda Guerra Mundial, ele conduziu pesquisas na Universidade Columbia de 1941 a 1943. De 1967 a 1972, foi professor visitante no Whitman College e de 1951/52 na Harvard University. De 1960 a 1966 ele fez parte do Comitê Consultivo de Pesquisa Naval da Marinha dos Estados Unidos e de 1966 a 1968 na Estação de Teste de Artilharia Naval.
Brattain se casou com o Dr. Keren (Gilmore) Brattain, com quem teve um filho (William Gilmore Brattain), e em 1958 Emma Jane (Kirsch) Miller.

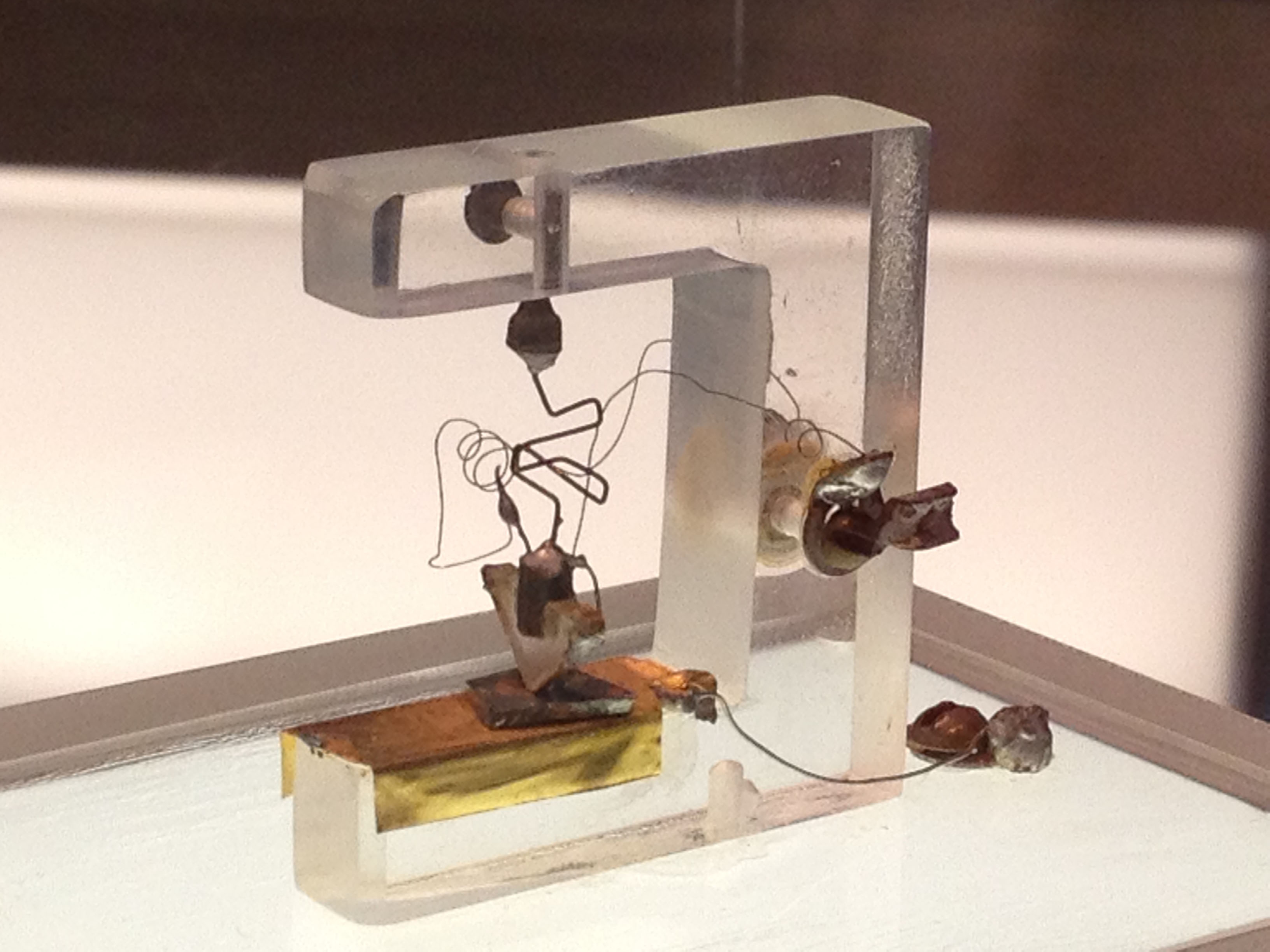
O primeiro transistor do mundo, construído em 16 de dezembro de 1947 por Walter Brattain, originalmente exibido no Bell Laboratories

## Trabalho
Brattain lidou principalmente com as propriedades superficiais dos sólidos. Após a pesquisa inicial sobre tungstênio, ele estava principalmente interessado em efeitos de superfície em semicondutores como silício e germânio, para os quais ele fez contribuições importantes para um melhor entendimento. Junto com John Bardeen, ele desenvolveu o transistor de ponto de contato.
Brattain recebeu em 1956 junto com William B. Shockley e John Bardeen o Prêmio Nobel de Física “por suas pesquisas sobre semicondutores e sua descoberta do efeito transistor”.